# Juramentado
Juramentado, na história filipina, refere-se a um espadachim Moro homem que atacou e matou alvos ocupados e invadiu a polícia e os quartéis, esperando ser morto, o martírio empreendido como uma forma não ortodoxa de ofensiva jihad pessoal, considerado uma forma de ataque suicida. Ao contrário de um amok, que comete atos de violências aleatórias iguais contra muçulmanos e não-muçulmano, um juramentado era um dedicado, premeditado, e às vezes um assassino altamente qualificado que se preparou através de um ritual obrigatório, barbear e orar, a fim de realizar um descarado assassinato religioso armado apenas com armas afiadas.
Durante gerações, belicosas tribos Moro impediram a Espanha de controlar totalmente as áreas ao redor de Mindanao e do arquipélago Sulu, desenvolvendo uma reputação bem merecida como notórios invasores marítimos, adeptos de tácticas navais e guerreiros ferozes que frequentemente demonstravam extraordinária bravura pessoal em combate. Embora as forças de Moro nunca pudessem igualar o poder de fogo ou armadura dos oponentes, tais grupos usaram a inteligência, audácia e mobilidade para atacar alvos fortemente defendidos e derrotar rapidamente os mais vulneráveis. Uma tática de guerra assimétrica extrema foi o Moro juramentado.

## Etimologia e uso
Juramentado é um termo arcaico derivado da palavra espanhola juramentar, que significa um que toma um juramento.  Algumas fontes ligam amoks (do termo malaio para "fora de controle") e juramentados como síndromes específicas de cultura, enquanto outros desenham distinções de preparação religiosa e estado de espírito. Um Moro pode ser dito ter "ido juramentado" ou estar "correndo juramentado."
Oficiais do Exército dos EUA que haviam servido em Moroland incorporaram o idioma em seu próprio vocabulário, mas muitas vezes simplesmente o equipararam ao povo Moro como um todo. Em suas memórias, o advogado do Serviço Aéreo do Exército, Benjamin D. Foulois, disse sobre Billy Mitchell, ex-oficial do Serviço Aéreo do Exército, "Ele se tornou fanático da maneira como os Moros estavam nas Filipinas. Ele se tornou um juramentado e estava pronto para a síndrome de Amok".